# Les Goguettes en trio, mais à quatre
Les Goguettes en trio, mais à quatre est un groupe de musique français formé en 2013. Spécialisé dans des reprises parodiques et humoristiques de chansons de variété française, le groupe connaît un succès important sur les réseaux sociaux pendant la période de confinement de 2020.

## Biographie

### Débuts (2013-2019)
Stan, auteur interprète, et Clémence Monnier, docteure en musicologie, claveciniste et pianiste, jouent ensemble un spectacle musical, lorsqu'ils rencontrent Aurélien Merle et Valentin Vander, également auteurs et interprètes, au lieu de spectacle Le Limonaire à Paris, lors de soirées consacrées aux goguettes : des chansons piochées dans le répertoire, auxquelles on ajoute des paroles de son cru, souvent inspirées de l'actualité. L'esprit de leurs chansons est proche de celui des chansonniers des années 1950 à 80, en particulier au Théâtre de Dix Heures ou dans les émissions radiophoniques et télévisées comme Le Grenier de Montmartre : il s'agit de prendre un air connu et de le pasticher pour « coller » à l'actualité.
Ils créent en 2013 le groupe Les Goguettes en trio, mais à quatre — trois auteurs interprètes et une pianiste — puis commencent à se produire au Lieu-Dit (bar-restaurant de la ville de Paris) puis au théâtre de l'Aktéon, au forum Léo-Ferré à Ivry, au théâtre Essaïon, puis au théâtre Trévise en 2017. Ils tournent également en France.
En 2016 et 2017, ils collaborent sur un rythme mensuel avec le site 20 Minutes,,. Le groupe se produit lors du festival d'Avignon en 2018.

### Succès lors du confinement (2020-2022)
Les Goguettes connaissent un regain de popularité lors du confinement de 2020, en particulier sur YouTube. Leur goguette T'as voulu voir le salon, démarquage du Vesoul de Jacques Brel, connaît un succès important sur YouTube en avril 2020.
Ils sortent ensuite plusieurs goguettes populaires autour du thème de la Covid-19 et du confinement, comme On n'a rien vu venir sur l'air de Je l'aime à mourir de Francis Cabrel, Elle est Pfizer sur l'air de Elle est d'ailleurs de Pierre Bachelet ou encore C'est la covid qui redémarre sur l'air de La chenille par La bande à Basile. En 2020, ils dévoilent leur troisième album, intitulé Le temps béni de la pandémie.

### Dix ans de carrière et un Troisième Quinquennat (2023-2024)
En janvier 2022, ils présentent au cinéma La Pommeraye de Mauges-sur-Loire leur documentaire de 52 minutes, Les Goguettes, le parti d’en rire, produit par La Huit et France Télévisions, essentiellement tourné sur place.
Pour fêter leur dix ans de carrière, Les Goguettes entament, en 2023, une grande tournée française incluant notamment trois concerts parisiens à La Cigale, aux Folies Bergère et au Casino de Paris.
En 2024, les Goguettes sortent de nouveaux clips qui font le buzz sur les réseaux sociaux, comme la Tribu d’Hanouna (sur l'air de La tribu de Dana de Manau) ou encore Macron lâche rien (On lâche rien de HK et les Saltimbanks),.
En juin 2024, ils sortent leur quatrième album, intitulé Troisième Quinquennat, et démarrent une tournée nationale, avec notamment quatre concerts à La Cigale et un à L'Olympia à Paris.
Le jeudi 27 juin 2024, lors des élections législatives anticipées, le groupe se produit sur la scène installée Place de la République dans le cadre du rassemblement contre l'extrême-droite. Le concert est organisé par plus d'une centaine d'organisations, dont L'Humanité et la Fête de l'Humanité.

## Nom et style musical
Le nom du groupe fait référence aux goguettes, ces parodies de chansons : selon Stan, « si le mot « goguette » au sens d’« être d’humeur joyeuse » apparaît au XVe siècle – d’où les expressions festives « partir en goguette » ou « à gogo », ces parodies et parfois pastiches de chanson se multiplient après la Révolution française tout au long du XIXe siècle. Les goguettes étaient alors des sociétés chantantes « un peu secrètes » où l’on se réunissait « pour chanter sur des airs connus tout le mal qu’on pensait du gouvernement » ».
Le groupe revendique sa veine satirique et a pour ambition « d’être dans l’humour, d’être dans l’ironie, le second degré ou la caricature ».

## Vidéographie
- Les Goguettes, le Parti d'en rire, documentaire de Christian Argentino et Marie-Laure Désidéri, www.lahuit.com, 2021.